# Koninklijke Sint-Truidense Voetbalvereniging
El Koninklijke Sint-Truidense Voetbalvereniging és un equip de futbol belga de la ciutat de Sint-Truiden.

## Història
- 1924: Fundació del Sint-Truidensche Voetbalvereeniging, a partir de dos clubs locals anomenats FC Gold Star-Trondi FC Union[1]
- 1951: Obtenció del títol de Société Royale esdevenint Koninlijke Sint-Turidense Voetbalvereniging

## Palmarès
- Segona divisió belga de futbol (2):
  - 1986-87, 1993-94

- Copa de la Lliga belga de futbol (1):
  - 1997-98

## Futbolistes destacats
- 1960s: Odilon Polleunis, Eddy Lievens
- 1970s: Alfred Riedl (1972)
- 1980s: Jong-Wong Park, Wilfried Van Moer
- 1990s: Marc Wilmots, Anders Nielsen, Gunther Verjans, Peter Van Houdt, Patrick Goots, Gaëtan Englebert, Mladen Rudonja, Peter Delorge
- 2000s: Danny Boffin, Désiré Mbonabucya, Michaël Goossens

## Entrenadors destacats
- 1950s: Raymond Goethals (1959)
- 1980s: Wilfried Van Moer
- 1990s: Barry Hulshoff
- 2000s: Jacky Matthijssen, Marc Wilmots